# Альберто Орцан
Альберто Орцан (італ. Alberto Orzan; 24 липня 1931, Сан-Лоренцо-Ізонтіно — 9 серпня 2022, Флоренція) — італійський футболіст, що грав на позиції захисника, насамперед за «Фіорентину», а також національну збірну Італії.

## Клубна кар'єра
У дорослому футболі дебютував 1953 року виступами за команду «Удінезе», в якій провів один сезон, взявши участь у 13 матчах чемпіонату.
1954 року перейшов до «Фіорентини», за яку відіграв дев'ять сезонів. Більшість часу, проведеного у складі «Фіорентини», був основним гравцем захисту команди. У сезоні 1955/56 виборов у складі «фіалок» титул чемпіона Італії, а 1961 року ставав володарем Кубка Італії і Кубка володарів кубків УЄФА.

## Виступи за збірну
1956 року дебютував в офіційних матчах у складі національної збірної Італії. Загалом протягом двох років провів у її формі чотири матчі, у тому числі три гри на Кубок Центральної Європи 1955—1960.
| Дата       | Місто  | Господарі | Результат | Гості             | Турнір                             | Голи | Примітки |
| ---------- | ------ | --------- | --------- | ----------------- | ---------------------------------- | ---- | -------- |
| 11-11-1956 | Берн   | Швейцарія | 1 – 1     | Італія            | Кубок Центральної Європи 1955—1960 | -    |          |
| 9-12-1956  | Генуя  | Італія    | 2 – 1     | Австрія           | Кубок Центральної Європи 1955—1960 | -    |          |
| 25-4-1957  | Рим    | Італія    | 1 – 0     | Північна Ірландія | Відбір до ЧС 1958                  | -    |          |
| 12-5-1957  | Загреб | Югославія | 6 – 1     | Італія            | Кубок Центральної Європи 1955—1960 | -    |          |
| Усього     |        | Матчів    | 4         |                   | Голів                              | 0    |          |

## Титули і досягнення
- Чемпіон Італії (1):

«Фіорентина»: 1955–1956
- Володар Кубка Італії (1):

«Фіорентина»: 1960–1961
- Володар Кубка Кубків УЄФА (1):

«Фіорентина»: 1960–1961